# Fairburn (Dakota del Sur)
Fairburn es un pueblo ubicado en el condado de Custer en el estado estadounidense de Dakota del Sur. En el Censo de 2010 tenía una población de 85 habitantes y una densidad poblacional de 100,36 personas por km².

## Geografía
Fairburn se encuentra ubicado en las coordenadas 43°41′13″N 103°12′31″O / 43.68694, -103.20861. Según la Oficina del Censo de los Estados Unidos, Fairburn tiene una superficie total de 0.85 km², de la cual 0.85 km² corresponden a tierra firme y (0%) 0 km² es agua.

## Demografía
Según el censo de 2010, había 85 personas residiendo en Fairburn. La densidad de población era de 100,36 hab./km². De los 85 habitantes, Fairburn estaba compuesto por el 91.76% blancos, el 2.35% eran afroamericanos, el 1.18% eran amerindios, el 0% eran asiáticos, el 0% eran isleños del Pacífico, el 0% eran de otras razas y el 4.71% pertenecían a dos o más razas. Del total de la población el 1.18% eran hispanos o latinos de cualquier raza.